# Premiul BAFTA pentru cel mai bun film britanic
Premiul BAFTA pentru cel mai bun film britanic (engleză British Academy Film Award for Best British Film) este acordat anual de British Academy Film Awards. Premiul a fost acordat prima dată la ceremonia din 1948 care a premiat filmele din 1947 și a durat până în 1968. Apoi, timp de peste două decade nu a existat o categorie specifică cinematografiei britanice.  În 1993, la cea de-a 46-a ediție a Premiilor BAFTA categoria s-a numit Alexander Korda Award; în timp ce premiul înca este acordat în onoarea lui Korda, premiul este acum numit "Filmul britanic remarcabil".

## Câștigători și nominalizați
indică câștigătorul

### Anii 1940
| An         | Film                     | Regizor(i)                         | Producător(i)                      |
| ---------- | ------------------------ | ---------------------------------- | ---------------------------------- |
| 1947 (1st) | Odd Man Out              | Carol Reed                         | Carol Reed                         |
| 1948 (2nd) | The Fallen Idol          | Carol Reed                         | Carol Reed                         |
| 1948 (2nd) | Hamlet                   | Laurence Olivier                   | Laurence Olivier                   |
| 1948 (2nd) | Oliver Twist             | David Lean                         | Ronald Neame                       |
| 1948 (2nd) | Once a Jolly Swagman     | Jack Lee                           | Ian Dalrymple                      |
| 1948 (2nd) | The Red Shoes            | Michael Powell, Emeric Pressburger | Michael Powell, Emeric Pressburger |
| 1948 (2nd) | Scott of the Antarctic   | Charles Frend                      | Michael Balcon                     |
| 1948 (2nd) | The Small Voice          | Fergus McDonell                    | Anthony Havelock-Allan             |
| 1949 (3rd) | The Third Man            | Carol Reed                         | Carol Reed                         |
| 1949 (3rd) | Kind Hearts and Coronets | Robert Hamer                       | Michael Balcon                     |
| 1949 (3rd) | Passport to Pimlico      | Henry Cornelius                    | Michael Balcon                     |
| 1949 (3rd) | The Queen of Spades      | Thorold Dickinson                  | Anatole de Grunwald                |
| 1949 (3rd) | A Run for Your Money     | Charles Frend                      | Michael Balcon                     |
| 1949 (3rd) | The Small Back Room      | Michael Powell, Emeric Pressburger | Michael Powell, Emeric Pressburger |
| 1949 (3rd) | Whisky Galore!           | Alexander Mackendrick              | Michael Balcon                     |

### Anii 1950
| An          | Film                          | Regizor(i)                           | Producător(i)                                  |
| ----------- | ----------------------------- | ------------------------------------ | ---------------------------------------------- |
| 1950 (4th)  | The Blue Lamp                 | Basil Dearden                        | Michael Balcon                                 |
| 1950 (4th)  | Chance of a Lifetime          | Bernard Miles                        | Bernard Miles                                  |
| 1950 (4th)  | Morning Departure             | Roy Ward Baker                       | Jay Lewis                                      |
| 1950 (4th)  | Seven Days to Noon            | John Boulting, Roy Boulting          | John Boulting, Roy Boulting                    |
| 1950 (4th)  | State Secret                  | Sidney Gilliat                       | Sidney Gilliat, Frank Launder                  |
| 1950 (4th)  | The Wooden Horse              | Jack Lee                             | Ian Dalrymple                                  |
| 1951 (5th)  | The Lavender Hill Mob         | Charles Crichton                     | Michael Balcon                                 |
| 1951 (5th)  | The Browning Version          | Anthony Asquith                      | Teddy Baird                                    |
| 1951 (5th)  | The Magic Box                 | John Boulting                        | Ronald Neame                                   |
| 1951 (5th)  | The Magic Garden              | Donald Swanson                       | Donald Swanson                                 |
| 1951 (5th)  | The Man in the White Suit     | Alexander Mackendrick                | Michael Balcon                                 |
| 1951 (5th)  | No Resting Place              | Paul Rotha                           | Colin Lesslie                                  |
| 1951 (5th)  | The Small Miracle             | Maurice Cloche, Ralph Smart          | Anthony Havelock-Allan                         |
| 1951 (5th)  | White Corridors               | Pat Jackson                          | John Croydon, Joseph Janni                     |
| 1952 (6th)  | The Sound Barrier             | David Lean                           | David Lean                                     |
| 1952 (6th)  | Angels One Five               | George More O'Ferrall                | John W. Gossage, Derek N. Twist                |
| 1952 (6th)  | Cry, the Beloved Country      | Zoltán Korda                         | Zoltán Korda, Alan Paton                       |
| 1952 (6th)  | Mandy                         | Alexander Mackendrick, Fred F. Sears | Michael Balcon, Leslie Norman                  |
| 1952 (6th)  | Outcast of the Islands        | Carol Reed                           | Carol Reed                                     |
| 1952 (6th)  | The River                     | Jean Renoir                          | Kenneth McEldowney, Jean Renoir                |
| 1953 (7th)  | Genevieve                     | Henry Cornelius                      | Henry Cornelius                                |
| 1953 (7th)  | The Cruel Sea                 | Charles Frend                        | Leslie Norman                                  |
| 1953 (7th)  | The Heart of the Matter       | George More O'Ferrall                | Ian Dalrymple                                  |
| 1953 (7th)  | The Kidnappers                | Philip Leacock                       | Sergei Nolbandov, Leslie Parkyn                |
| 1953 (7th)  | Moulin Rouge                  | John Huston                          | John and James Woolf                           |
| 1954 (8th)  | Hobson's Choice               | David Lean                           | David Lean                                     |
| 1954 (8th)  | Carrington V.C.               | Anthony Asquith                      | Teddy Baird                                    |
| 1954 (8th)  | The Divided Heart             | Charles Crichton                     | Michael Truman                                 |
| 1954 (8th)  | Doctor in the House           | Ralph Thomas                         | Betty E. Box                                   |
| 1954 (8th)  | For Better, for Worse         | J. Lee Thompson                      | Kenneth Harper                                 |
| 1954 (8th)  | The Maggie                    | Alexander Mackendrick                | Michael Truman                                 |
| 1954 (8th)  | The Purple Plain              | Robert Parrish                       | John Bryan                                     |
| 1954 (8th)  | Romeo and Juliet              | Renato Castellani                    | Sandro Ghenzi, Joseph Janni                    |
| 1955 (9th)  | Richard III                   | Laurence Olivier                     | Laurence Olivier                               |
| 1955 (9th)  | The Colditz Story             | Guy Hamilton                         | Ivan Foxwell                                   |
| 1955 (9th)  | The Dam Busters               | Michael Anderson                     | Robert Clark, W. A. Whittaker                  |
| 1955 (9th)  | The Ladykillers               | Alexander Mackendrick                | Seth Holt, Michael Balcon                      |
| 1955 (9th)  | The Night My Number Came Up   | Leslie Norman                        | Michael Balcon                                 |
| 1955 (9th)  | The Prisoner                  | Peter Glenville                      | Vivian Cox                                     |
| 1955 (9th)  | Simba                         | Brian Desmond Hurst                  | Peter De Sarigny                               |
| 1956 (10th) | Reach for the Sky             | Lewis Gilbert                        | Daniel M. Angel                                |
| 1956 (10th) | The Battle of the River Plate | Michael Powell, Emeric Pressburger   | Michael Powell, Emeric Pressburger             |
| 1956 (10th) | The Man Who Never Was         | Ronald Neame                         | André Hakim                                    |
| 1956 (10th) | A Town Like Alice             | Jack Lee                             | Joseph Janni                                   |
| 1956 (10th) | Yield to the Night            | J. Lee Thompson                      | Kenneth Harper                                 |
| 1957 (11th) | The Bridge on the River Kwai  | David Lean                           | Sam Spiegel                                    |
| 1957 (11th) | The Prince and the Showgirl   | Laurence Olivier                     | Laurence Olivier                               |
| 1957 (11th) | The Shiralee                  | Leslie Norman                        | Michael Balcon, Jack Rix                       |
| 1957 (11th) | Windom's Way                  | Ronald Neame                         | John Bryan                                     |
| 1958 (12th) | Room at the Top               | Jack Clayton                         | James Woolf, John Woolf                        |
| 1958 (12th) | Ice Cold in Alex              | J. Lee Thompson                      | W. A. Whittaker                                |
| 1958 (12th) | Indiscreet                    | Stanley Donen                        | Stanley Donen                                  |
| 1958 (12th) | Orders to Kill                | Anthony Asquith                      | Anthony Havelock-Allan                         |
| 1958 (12th) | Sea of Sand                   | Guy Green                            | Robert S. Baker, Monty Berman                  |
| 1959 (13th) | Sapphire                      | Basil Dearden                        | Michael Relph                                  |
| 1959 (13th) | Look Back in Anger            | Tony Richardson                      | Harry Saltzman                                 |
| 1959 (13th) | North West Frontier           | J. Lee Thompson                      | Marcel Hellman                                 |
| 1959 (13th) | Tiger Bay                     | J. Lee Thompson                      | John Hawkesworth, Leslie Parkyn, Julian Wintle |
| 1959 (13th) | Yesterday's Enemy             | Val Guest                            | Michael Carreras                               |

### Anii 1960
| An          | Film                                                                 | Regizor(i)             | Producător(i)                                 |
| ----------- | -------------------------------------------------------------------- | ---------------------- | --------------------------------------------- |
| 1960 (14th) | Saturday Night and Sunday Morning                                    | Karel Reisz            | Tony Richardson                               |
| 1960 (14th) | The Angry Silence                                                    | Guy Green              | Richard Attenborough, Bryan Forbes            |
| 1960 (14th) | The Trials of Oscar Wilde                                            | Ken Hughes             | Irving Allen, Albert R. Broccoli, Harold Huth |
| 1960 (14th) | Tunes of Glory                                                       | Ronald Neame           | Colin Lesslie                                 |
| 1961 (15th) | A Taste of Honey                                                     | Tony Richardson        | Tony Richardson                               |
| 1961 (15th) | The Innocents                                                        | Jack Clayton           | Jack Clayton                                  |
| 1961 (15th) | The Long and the Short and the Tall                                  | Leslie Norman          | Michael Balcon                                |
| 1961 (15th) | The Sundowners                                                       | Fred Zinnemann         | Gerry Blattner                                |
| 1961 (15th) | Whistle Down the Wind                                                | Bryan Forbes           | Richard Attenborough                          |
| 1962 (16th) | Lawrence of Arabia                                                   | David Lean             | Sam Spiegel                                   |
| 1962 (16th) | Billy Budd                                                           | Peter Ustinov          | Peter Ustinov                                 |
| 1962 (16th) | A Kind of Loving                                                     | John Schlesinger       | Joseph Janni                                  |
| 1962 (16th) | The L-Shaped Room                                                    | Bryan Forbes           | Richard Attenborough, James Woolf             |
| 1962 (16th) | Only Two Can Play                                                    | Sidney Gilliat         | Leslie Gilliat                                |
| 1963 (17th) | Tom Jones                                                            | Tony Richardson        | Tony Richardson                               |
| 1963 (17th) | Billy Liar                                                           | John Schlesinger       | Joseph Janni                                  |
| 1963 (17th) | The Servant                                                          | Joseph Losey           | Joseph Losey, Norman Priggen                  |
| 1963 (17th) | This Sporting Life                                                   | Lindsay Anderson       | Karel Reisz                                   |
| 1964 (18th) | Dr. Strangelove or: How I Learned to Stop Worrying and Love the Bomb | Stanley Kubrick        | Stanley Kubrick                               |
| 1964 (18th) | Becket                                                               | Peter Glenville        | Hal B. Wallis                                 |
| 1964 (18th) | The Pumpkin Eater                                                    | Jack Clayton           | James Woolf                                   |
| 1964 (18th) | The Train                                                            | John Frankenheimer     | Jules Bricken                                 |
| 1965 (19th) | The IPCRESS File                                                     | Sidney J. Furie        | Harry Saltzman                                |
| 1965 (19th) | Darling                                                              | John Schlesinger       | Joseph Janni                                  |
| 1965 (19th) | The Hill                                                             | Sidney Lumet           | Kenneth Hyman                                 |
| 1965 (19th) | The Knack ...and How to Get It                                       | Richard Lester         | Oscar Lewenstein                              |
| 1966 (20th) | The Spy Who Came in from the Cold                                    | Martin Ritt            | Martin Ritt                                   |
| 1966 (20th) | Alfie                                                                | Lewis Gilbert          | Lewis Gilbert                                 |
| 1966 (20th) | Georgy Girl                                                          | Silvio Narizzano       | Robert A. Goldston, Otto Plaschkes            |
| 1966 (20th) | Morgan – A Suitable Case for Treatment                               | Karel Reisz            | Leon Clore                                    |
| 1967 (21st) | A Man For All Seasons                                                | Fred Zinnemann         | Fred Zinnemann                                |
| 1967 (21st) | Accident                                                             | Joseph Losey           | Joseph Losey, Norman Priggen                  |
| 1967 (21st) | Blow-Up                                                              | Michelangelo Antonioni | Carlo Ponti                                   |
| 1967 (21st) | The Deadly Affair                                                    | Sidney Lumet           | Sidney Lumet                                  |

### Anii 1990
| An          | Film                                | Regizor(i)           | Producător(i)                                         |
| ----------- | ----------------------------------- | -------------------- | ----------------------------------------------------- |
| 1992 (46th) | The Crying Game                     | Neil Jordan          | Stephen Woolley                                       |
| 1993 (47th) | Shadowlands                         | Richard Attenborough | Brian Eastman                                         |
| 1993 (47th) | Tom & Viv                           | Brian Gilbert        | Marc Samuelson, Harvey Kass, Peter Samuelson          |
| 1993 (47th) | Naked                               | Mike Leigh           | Simon Channing Williams                               |
| 1993 (47th) | Raining Stones                      | Ken Loach            | Sally Hibbin                                          |
| 1994 (48th) | Shallow Grave                       | Danny Boyle          | Andrew Macdonald                                      |
| 1994 (48th) | Backbeat                            | Iain Softley         | Finola Dwyer                                          |
| 1994 (48th) | Bhaji on the Beach                  | Gurinder Chadha      | Nadine Marsh-Edwards                                  |
| 1994 (48th) | Priest                              | Antonia Bird         | George S. J. Faber                                    |
| 1995 (49th) | The Madness of King George          | Nicholas Hytner      | Stephen Evans, David Parfitt                          |
| 1995 (49th) | Carrington                          | Christopher Hampton  | Ronald Shedlo, John McGrath                           |
| 1995 (49th) | Trainspotting                       | Danny Boyle          | Andrew Macdonald                                      |
| 1995 (49th) | Land and Freedom                    | Ken Loach            | Rebecca O'Brien                                       |
| 1996 (50th) | Secrets & Lies                      | Mike Leigh           | Simon Channing Williams                               |
| 1996 (50th) | Richard III                         | Richard Loncraine    | Lisa Katselas Paré, Stephen Bayly                     |
| 1996 (50th) | Brassed Off                         | Mark Herman          | Steve Abbott                                          |
| 1996 (50th) | Carla's Song                        | Ken Loach            | Sally Hibbin                                          |
| 1997 (51st) | Nil by Mouth                        | Gary Oldman          | Luc Besson, Gary Oldman, Douglas Urbanski             |
| 1997 (51st) | The Full Monty                      | Peter Cattaneo       | Uberto Pasolini                                       |
| 1997 (51st) | Mrs Brown                           | John Madden          | Sarah Curtis                                          |
| 1997 (51st) | Regeneration                        | Gillies MacKinnon    | Allan Scott, Peter R. Simpson                         |
| 1997 (51st) | The Borrowers                       | Peter Hewitt         | Tim Bevan, Eric Fellner, Rachel Talalay               |
| 1997 (51st) | Twenty Four Seven                   | Shane Meadows        | Imogen West                                           |
| 1998 (52nd) | Elizabeth                           | Shekhar Kapur        | Tim Bevan, Eric Fellner, Alison Owen                  |
| 1998 (52nd) | Hilary and Jackie                   | Anand Tucker         | Andy Paterson, Nicolas Kent                           |
| 1998 (52nd) | Little Voice                        | Mark Herman          | Elizabeth Karlsen                                     |
| 1998 (52nd) | Lock, Stock and Two Smoking Barrels | Guy Ritchie          | Matthew Vaughn                                        |
| 1998 (52nd) | Sliding Doors                       | Peter Howitt         | Sydney Pollack, Philippa Braithwaite, William Horberg |
| 1999 (53rd) | East Is East                        | Damien O'Donnell     | Leslee Udwin                                          |
| 1999 (53rd) | Notting Hill                        | Roger Michell        | Duncan Kenworthy                                      |
| 1999 (53rd) | Topsy-Turvy                         | Mike Leigh           | Simon Channing Williams                               |
| 1999 (53rd) | Wonderland                          | Michael Winterbottom | Michele Camarda, Andrew Eaton                         |
| 1999 (53rd) | Ratcatcher                          | Lynne Ramsay         | Gavin Emerson                                         |
| 1999 (53rd) | Onegin                              | Martha Fiennes       | Ileen Maisel, Simon Bosanquet                         |

### Anii 2000
| An          | Film                                           | Regizor(i)                   | Producător(i)                                                                            |
| ----------- | ---------------------------------------------- | ---------------------------- | ---------------------------------------------------------------------------------------- |
| 2000 (54th) | Billy Elliot                                   | Stephen Daldry               | Greg Brenman, Jon Finn                                                                   |
| 2000 (54th) | Chicken Run                                    | Nick Park                    | Peter Lord, David Sproxton                                                               |
| 2000 (54th) | Sexy Beast                                     | Jonathan Glazer              | Jeremy Thomas                                                                            |
| 2000 (54th) | Last Resort                                    | Paweł Pawlikowski            | Ruth Caleb                                                                               |
| 2000 (54th) | The House of Mirth                             | Terence Davies               | Olivia Stewart                                                                           |
| 2001 (55th) | Gosford Park                                   | Robert Altman                | Bob Balaban, David Levy                                                                  |
| 2001 (55th) | Bridget Jones's Diary                          | Sharon Maguire               | Tim Bevan, Eric Fellner, Jonathan Cavendish                                              |
| 2001 (55th) | Harry Potter and the Philosopher's Stone       | Chris Columbus               | David Heyman                                                                             |
| 2001 (55th) | Iris                                           | Richard Eyre                 | Robert Fox, Scott Rudin                                                                  |
| 2001 (55th) | Me Without You                                 | Sandra Goldbacher            | Finola Dwyer                                                                             |
| 2002 (56th) | The Warrior                                    | Asif Kapadia                 | Bertrand Faivre                                                                          |
| 2002 (56th) | The Hours                                      | Stephen Daldry               | Scott Rudin, Robert Fox                                                                  |
| 2002 (56th) | Dirty Pretty Things                            | Stephen Frears               | Tracey Seaward, Robert Jones                                                             |
| 2002 (56th) | Bend It Like Beckham                           | Gurinder Chadha              | Deepak Nayar                                                                             |
| 2002 (56th) | The Magdalene Sisters                          | Peter Mullan                 | Frances Higson                                                                           |
| 2003 (57th) | Touching the Void                              | Kevin Macdonald              | John Smithson                                                                            |
| 2003 (57th) | Cold Mountain                                  | Anthony Minghella            | Sydney Pollack, William Horberg, Albert Berger, Ron Yerxa                                |
| 2003 (57th) | Girl with a Pearl Earring                      | Peter Webber                 | Anand Tucker, Andy Paterson                                                              |
| 2003 (57th) | Love Actually                                  | Richard Curtis               | Duncan Kenworthy, Tim Bevan, Eric Fellner                                                |
| 2003 (57th) | In This World                                  | Michael Winterbottom         | Andrew Eaton, Anita Overland                                                             |
| 2004 (58th) | My Summer of Love                              | Paweł Pawlikowski            | Chris Collins, Tanya Seghatchian                                                         |
| 2004 (58th) | Vera Drake                                     | Mike Leigh                   | Simon Channing Williams, Alain Sarde                                                     |
| 2004 (58th) | Harry Potter and the Prisoner of Azkaban       | Alfonso Cuarón               | David Heyman, Chris Columbus, Mark Radcliffe                                             |
| 2004 (58th) | Shaun of the Dead                              | Edgar Wright                 | Nira Park                                                                                |
| 2004 (58th) | Dead Man's Shoes                               | Shane Meadows                | Mark Herbert                                                                             |
| 2005 (59th) | Wallace & Gromit: The Curse of the Were-Rabbit | Steve Box and Nick Park      | Bob Baker, Claire Jennings, David Sproxton                                               |
| 2005 (59th) | The Constant Gardener                          | Fernando Meirelles           | Simon Channing Williams, Jeffrey Caine                                                   |
| 2005 (59th) | Pride & Prejudice                              | Joe Wright                   | Tim Bevan, Eric Fellner, Paul Webster, Deborah Moggach                                   |
| 2005 (59th) | A Cock and Bull Story                          | Michael Winterbottom         | Andrew Eaton, Martin Hardy                                                               |
| 2005 (59th) | Festival                                       | Annie Griffin                | Christopher Young                                                                        |
| 2006 (60th) | The Last King of Scotland                      | Kevin Macdonald              | Lisa Bryer, Andrea Calderwood, Peter Morgan, Charles Steel                               |
| 2006 (60th) | The Queen                                      | Stephen Frears               | Tracey Seaward, Christine Langan, Andy Harries, Peter Morgan                             |
| 2006 (60th) | Casino Royale                                  | Martin Campbell              | Michael G. Wilson, Barbara Broccoli, Robert Wade, Paul Haggis, Neal Purvis               |
| 2006 (60th) | United 93                                      | Paul Greengrass              | Tim Bevan, Lloyd Levin                                                                   |
| 2006 (60th) | Notes on a Scandal                             | Richard Eyre                 | Scott Rudin, Robert Fox                                                                  |
| 2007 (61st) | This Is England                                | Shane Meadows                | Mark Herbert                                                                             |
| 2007 (61st) | Atonement                                      | Joe Wright                   | Tim Bevan, Eric Fellner, Paul Webster                                                    |
| 2007 (61st) | The Bourne Ultimatum                           | Paul Greengrass              | Patrick Crowley, Frank Marshall, Paul L. Sandberg, Doug Liman                            |
| 2007 (61st) | Control                                        | Anton Corbijn                | Tony Wilson, Deborah Curtis                                                              |
| 2007 (61st) | Eastern Promises                               | David Cronenberg             | Paul Webster, Robert Lantos                                                              |
| 2008 (62nd) | Man on Wire                                    | James Marsh                  | Simon Chinn                                                                              |
| 2008 (62nd) | Hunger                                         | Steve McQueen                | Laura Hastings-Smith, Robin Gutch                                                        |
| 2008 (62nd) | In Bruges                                      | Martin McDonagh              | Graham Broadbent, Peter Czernin                                                          |
| 2008 (62nd) | Mamma Mia!                                     | Phyllida Lloyd               | Judy Craymer, Benny Andersson, Björn Ulvaeus, Phyllida Lloyd, Tom Hanks, Rita Wilson     |
| 2008 (62nd) | Slumdog Millionaire                            | Danny Boyle, Loveleen Tandan | Christian Colson                                                                         |
| 2009 (63rd) | Fish Tank                                      | Andrea Arnold                | Andrea Arnold, Kees Kasander, Nick Laws                                                  |
| 2009 (63rd) | An Education                                   | Lone Scherfig                | Finola Dwyer, Amanda Posey, Lone Scherfig, Nick Hornby                                   |
| 2009 (63rd) | In the Loop                                    | Armando Iannucci             | Kevin Loader, Adam Tandy, Armando Iannucci, Jesse Armstrong, Simon Blackwell, Tony Roche |
| 2009 (63rd) | Moon                                           | Duncan Jones                 | Stuart Fenegan, Trudie Styler, Duncan Jones, Nathan Parker                               |
| 2009 (63rd) | Nowhere Boy                                    | Sam Taylor-Wood              | Robert Bernstein, Douglas Rae, Kevin Loader, Sam Taylor-Johnson, Matt Greenhalgh         |

### Anii 2010
| An          | Film                                      | Regizor(i)                     | Producător(i) |
| ----------- | ----------------------------------------- | ------------------------------ | --- |
| 2010 (64th) | The King's Speech                         | Tom Hooper                     | Iain Canning, Tom Hooper, Emile Sherman, Gareth Unwin                                                                                               |
| 2010 (64th) | 127 Hours                                 | Danny Boyle                    | Danny Boyle, Christian Colson, John Smithson |
| 2010 (64th) | Another Year                              | Mike Leigh                     | Mike Leigh, Georgina Lowe |
| 2010 (64th) | Four Lions                                | Chris Morris                   | Chris Morris, Mark Herbert, Derrin Schlesinger |
| 2010 (64th) | Made in Dagenham                          | Nigel Cole                     | Nigel Cole, Stephen Woolley, Elizabeth Karlsen |
| 2011 (65th) | Tinker Tailor Soldier Spy                 | Tomas Alfredson                | Tomas Alfredson, Tim Bevan, Eric Fellner, Bridget O'Connor, Robyn Slovo, Peter Straughan                                                            |
| 2011 (65th) | My Week with Marilyn                      | Simon Curtis                   | Simon Curtis, Adrian Hodges, David Parfitt, Harvey Weinstein                                                                                        |
| 2011 (65th) | Senna                                     | Asif Kapadia                   | Tim Bevan, Eric Fellner, James Gay-Rees, Asif Kapadia, Manish Pandey                                                                                |
| 2011 (65th) | Shame                                     | Steve McQueen                  | Emile Sherman, Abi Morgan, Steve McQueen, Iain Canning                                                                                              |
| 2011 (65th) | We Need to Talk About Kevin               | Lynne Ramsay                   | Jennifer Fox, Rory Stewart Kinnear, Lynne Ramsay, Luc Roeg, Robert Salerno                                                                          |
| 2012 (66th) | Skyfall                                   | Sam Mendes                     | Barbara Broccoli, John Logan, Sam Mendes, Neal Purvis, Robert Wade, Michael G. Wilson                                                               |
| 2012 (66th) | Anna Karenina                             | Joe Wright                     | Joe Wright, Tim Bevan, Eric Fellner, Paul Webster, Tom Stoppard                                                                                     |
| 2012 (66th) | The Best Exotic Marigold Hotel            | John Madden                    | John Madden, Graham Broadbent, Pete Czernin, Oliver Parker                                                                                          |
| 2012 (66th) | Les Misérables                            | Tom Hooper                     | Tom Hooper, Tim Bevan, Eric Fellner, Debra Hayward, Cameron Mackintosh, William Nicholson, Alain Boublil, Claude-Michel Schönberg, Herbert Kretzmer |
| 2012 (66th) | Seven Psychopaths                         | Martin McDonagh                | Martin McDonagh, Graham Broadbent, Pete Czernin |
| 2013 (67th) | Gravity                                   | Alfonso Cuarón                 | Alfonso Cuarón, Jonás Cuarón, David Heyman |
| 2013 (67th) | Mandela: Long Walk to Freedom             | Justin Chadwick                | Justin Chadwick, Anant Singh, David M. Thompson, William Nicholson                                                                                  |
| 2013 (67th) | Philomena                                 | Stephen Frears                 | Gabrielle Tana, Steve Coogan, Tracey Seaward |
| 2013 (67th) | Rush                                      | Ron Howard                     | Ron Howard, Andrew Eaton, Peter Morgan |
| 2013 (67th) | Saving Mr. Banks                          | John Lee Hancock               | Alison Owen, Ian Collie, Philip Steuer, Kelly Marcel, Sue Smith                                                                                     |
| 2013 (67th) | The Selfish Giant                         | Clio Barnard                   | Tracy O'Riordan |
| 2014 (68th) | The Theory of Everything                  | James Marsh                    | Tim Bevan, Lisa Bruce, Eric Fellner, Anthony McCarten                                                                                               |
| 2014 (68th) | '71                                       | Yann Demange                   | Angus Lamont, Robin Gutch, Gregory Burke |
| 2014 (68th) | Paddington                                | Paul King                      | David Heyman |
| 2014 (68th) | Pride                                     | Matthew Warchus                | David Livingstone, Stephen Beresford |
| 2014 (68th) | The Imitation Game                        | Morten Tyldum                  | Nora Grossman, Ido Ostrowsky, Teddy Schwarzman |
| 2014 (68th) | Under the Skin                            | Jonathan Glazer                | James Wilson, Nick Wechsler, Walter Campbell |
| 2015 (69th) | Brooklyn                                  | John Crowley                   | John Crowley, Finola Dwyer, Nick Hornby, Amanda Posey                                                                                               |
| 2015 (69th) | 45 Years                                  | Andrew Haigh                   | Andrew Haigh, Tristan Goligher |
| 2015 (69th) | Amy                                       | Asif Kapadia                   | James Gay-Rees |
| 2015 (69th) | The Danish Girl                           | Tom Hooper                     | Tom Hooper, Tim Bevan, Eric Fellner, Anne Harrison, Gail Mutrux, Lucinda Coxon                                                                      |
| 2015 (69th) | Ex Machina                                | Alex Garland                   | Andrew Macdonald, Allon Reich |
| 2015 (69th) | The Lobster                               | Yorgos Lanthimos               | Ceci Dempsey, Ed Guiney, Lee Magiday, Efthimis Filippou                                                                                             |
| 2016 (70th) | I, Daniel Blake                           | Ken Loach                      | Paul Laverty, Ken Loach, Rebecca O'Brien |
| 2016 (70th) | American Honey                            | Andrea Arnold                  | Andrea Arnold, Lars Knudsen, Pouya Shahbazian, Jay Van Hoy                                                                                          |
| 2016 (70th) | Denial                                    | Mick Jackson                   | Mick Jackson, Gary Foster, Russ Krasnoff, David Hare                                                                                                |
| 2016 (70th) | Fantastic Beasts and Where to Find Them   | David Yates                    | David Yates, J. K. Rowling, David Heyman, Steve Kloves, Lionel Wigram                                                                               |
| 2016 (70th) | Notes on Blindness                        | Peter Middleton, James Spinney | Peter Middleton, James Spinney, Mike Brett, Jo-Jo Ellison, Steve Jamison                                                                            |
| 2016 (70th) | Under the Shadow                          | Babak Anvari                   | Babak Anvari, Emily Leo, Oliver Roskill, Lucan Toh                                                                                                  |
| 2017 (71st) | Three Billboards Outside Ebbing, Missouri | Martin McDonagh                | Graham Broadbent, Peter Czernin, Martin McDonagh |
| 2017 (71st) | Darkest Hour                              | Joe Wright                     | Joe Wright, Tim Bevan, Lisa Bruce, Eric Fellner, Anthony McCarten, Douglas Urbanski                                                                 |
| 2017 (71st) | The Death of Stalin                       | Armando Iannucci               | Armando Iannucci, Kevin Loader, Laurent Zeitoun, Yann Zenou, Ian Martin, David Schneider                                                            |
| 2017 (71st) | God's Own Country                         | Francis Lee                    | Francis Lee, Manon Ardisson, Jack Tarling |
| 2017 (71st) | Lady Macbeth                              | William Oldroyd                | William Oldroyd, Fodhla Cronin O'Reilly, Alice Birch                                                                                                |
| 2017 (71st) | Paddington 2                              | Paul King                      | Paul King, David Heyman, Simon Farnaby |
| 2018 (72nd) | The Favourite                             | Yorgos Lanthimos               | Deborah Davis, Ceci Dempsey, Ed Guiney, Yorgos Lanthimos, Lee Magiday, Tony McNamara                                                                |
| 2018 (72nd) | Beast                                     | Michael Pearce                 | Michael Pearce, Kristian Brodie, Lauren Dark, Ivana MacKinnon                                                                                       |
| 2018 (72nd) | Bohemian Rhapsody                         | Bryan Singer                   | Graham King, Anthony McCarten |
| 2018 (72nd) | McQueen                                   | Ian Bonhôte                    | Ian Bonhôte, Peter Ettedgui, Andee Ryder, Nick Taussig                                                                                              |
| 2018 (72nd) | Stan & Ollie                              | Jon S. Baird                   | Jon S. Baird, Faye Ward, Jeff Pope |
| 2018 (72nd) | You Were Never Really Here                | Lynne Ramsay                   | Lynne Ramsay, Rosa Attab, Pascal Caucheteux, James Wilson                                                                                           |
| 2019 (73rd) | 1917                                      | Sam Mendes                     | Pippa Harris, Callum McDougall, Sam Mendes, Jayne-Ann Tenggren, Krysty Wilson-Cairns                                                                |
| 2019 (73rd) | Bait                                      | Mark Jenkin                    | Mark Jenkin, Kate Byers, Linn Waite |
| 2019 (73rd) | For Sama                                  | Waad Al-Khateab & Edward Watts | Waad Al-Khateab, Edward Watts |
| 2019 (73rd) | Rocketman                                 | Dexter Fletcher                | Dexter Fletcher, Adam Bohling, David Furnish, David Reid, Matthew Vaughn, Lee Hall                                                                  |
| 2019 (73rd) | Sorry We Missed You                       | Ken Loach                      | Ken Loach, Rebecca O'Brien, Paul Laverty |
| 2019 (73rd) | The Two Popes                             | Fernando Meirelles             | Fernando Meirelles, Jonathan Eirich, Dan Lin, Tracey Seaward, Anthony McCarten                                                                      |

### Anii 2020
| An                                    | Film                             | Regizor(i)                                                                                | Producător(i) |
| ------------------------------------- | -------------------------------- | ----------------------------------------------------------------------------------------- | --- |
| 2020 (74th)                           | Promising Young Woman            | Emerald Fennell                                                                           | Ben Browning, Emerald Fennell, Ashley Fox, Josey McNamara                                                           |
| 2020 (74th)                           | Calm with Horses                 | Nick Rowland                                                                              | Nick Rowland, Daniel Emmerson, Joe Murtagh                                                                          |
| 2020 (74th)                           | The Dig                          | Simon Stone                                                                               | Simon Stone, Gabrielle Tana, Moira Buffini                                                                          |
| 2020 (74th)                           | The Father                       | Florian Zeller                                                                            | Florian Zeller, Philippe Carcassonne, Jean-Louis Livi, David Parfitt, Christopher Hampton                           |
| 2020 (74th)                           | His House                        | Remi Weekes                                                                               | Remi Weekes, Martin Gentles, Edward King, Roy Lee                                                                   |
| 2020 (74th)                           | Limbo                            | Ben Sharrock                                                                              | Ben Sharrock, Irune Gurtubai, Angus Lamont                                                                          |
| 2020 (74th)                           | The Mauritanian                  | Kevin Macdonald                                                                           | Kevin Macdonald, Adam Ackland, Leah Clarke, Beatriz Levin, Lloyd Levin, Rory Haines, Sohrab Noshirvani, M.B. Traven |
| 2020 (74th)                           | Mogul Mowgli                     | Bassam Tariq                                                                              | Bassam Tariq, Riz Ahmed, Thomas Benski, Bennett McGhee                                                              |
| 2020 (74th)                           | Rocks                            | Sarah Gavron                                                                              | Sarah Gavron, Ameenah Ayub Allen, Faye Ward, Theresa Ikoko, Claire Wilson                                           |
| 2020 (74th)                           | Saint Maud                       | Rose Glass                                                                                | Rose Glass, Andrea Cornwell, Oliver Kassman                                                                         |
| 2021 (75th)                           | Belfast                          | Kenneth Branagh                                                                           | Laura Berwick, Kenneth Branagh, Becca Kovacik, Tamar Thomas                                                         |
| 2021 (75th)                           | After Love                       | Aleem Khan                                                                                | Matthieu de Braconier, Gabrielle Dumon                                                                              |
| 2021 (75th)                           | Ali & Ava                        | Clio Barnard                                                                              | Tracy O'Riordan |
| 2021 (75th)                           | Boiling Point                    | Philip Barantini                                                                          | Hester Ruoff, Bart Ruspoli                                                                                          |
| 2021 (75th)                           | Cyrano                           | Joe Wright                                                                                | Tim Bevan, Eric Fellner, Guy Heeley                                                                                 |
| 2021 (75th)                           | Everybody's Talking About Jamie  | Johnathan Butterell                                                                       | Mark Herbert, Peter Carlton, Arnon Milchan                                                                          |
| 2021 (75th)                           | House of Gucci                   | Ridley Scott                                                                              | Ridley Scott, Giannina Facio Scott, Kevin J. Walsh, Mark Huffam                                                     |
| 2021 (75th)                           | Last Night in Soho               | Edgar Wright                                                                              | Nira Park, Tim Bevan, Eric Fellner, Edgar Wright                                                                    |
| 2021 (75th)                           | No Time to Die                   | Cary Joji Fukunaga                                                                        | Michael G. Wilson, Barbara Broccoli                                                                                 |
| 2021 (75th)                           | Passing                          | Rebecca Hall                                                                              | Nina Yang Bongiovi, Forest Whitaker, Margot Hand, Rebecca Hall                                                      |
| 2022 (76th)                           | The Banshees of Inisherin        | Martin McDonagh                                                                           | Graham Broadbent, Pete Czernin, Martin McDonagh                                                                     |
| 2022 (76th)                           | Aftersun                         | Charlotte Wells                                                                           | |
| 2022 (76th)                           | Brian and Charles                | Jim Archer                                                                                | Jim Archer, Rupert Majendie, David Earl, Chris Hayward                                                              |
| 2022 (76th)                           | Empire of Light                  | Sam Mendes                                                                                | Sam Mendes, Pippa Harris                                                                                            |
| 2022 (76th)                           | Good Luck to You, Leo Grande     | Sophie Hyde                                                                               | Sophie Hyde, Debbie Gray, Adrian Politowski, Katy Brand                                                             |
| 2022 (76th)                           | Living                           | Oliver Hermanus                                                                           | Oliver Hermanus, Elizabeth Karlsen, Stephen Woolley, Kazuo Ishiguro                                                 |
| 2022 (76th)                           | Roald Dahl's Matilda the Musical | Matthew Warchus                                                                           | Matthew Warchus, Tim Bevan, Eric Fellner, Jon Finn, Luke Kelly, Dennis Kelly                                        |
| 2022 (76th)                           | See How They Run                 | Tom George                                                                                | Tom George, Gina Carter, Damian Jones, Mark Chappell                                                                |
| 2022 (76th)                           | The Swimmers                     | Sally El Hosaini                                                                          | Sally El Hosaini, Jack Thorne                                                                                       |
| 2022 (76th)                           | The Wonder                       | Sebastián Lelio                                                                           | Sebastián Lelio, Ed Guiney, Juliette Howell, Andrew Lowe, Tessa Ross, Alice Birch, Emma Donoghue                    |
| 2023 (77th)                           | The Zone of Interest             | Jonathan Glazer                                                                           | James Wilson, Ewa Puszczyńska                                                                                       |
| All of Us Strangers                   | Andrew Haigh                     | Graham Broadbent, Pete Czernin, Sarah Harvey                                              | |
| How to Have Sex                       | Molly Manning Walker             | Emily Leo, Ivana MacKinnon, Konstantinos Kontovrakis                                      | |
| Napoleon                              | Ridley Scott                     | Ridley Scott, Kevin J. Walsh, Mark Huffam, Joaquin Phoenix                                | |
| The Old Oak                           | Ken Loach                        | Rebecca O'Brien                                                                           | |
| Poor Things                           | Yorgos Lanthimos                 | Yorgos Lanthimos, Ed Guiney, Andrew Lowe, Emma Stone                                      | |
| Rye Lane                              | Raine Allen-Miller               | Yvonne Isimeme Ibazebo, Damian Jones                                                      | |
| Saltburn                              | Emerald Fennell                  | Emerald Fennell, Josey McNamara, Margot Robbie                                            | |
| Scrapper                              | Charlotte Regan                  | Theo Barrowclough                                                                         | |
| Wonka                                 | Paul King                        | David Heyman, Alexandra Derbyshire, Luke Kelly                                            | |
| 2024 (78th)                           | Conclav                          | Edward Berger                                                                             | Tessa Ross, Juliette Howell, Michael A. Jackman și Peter Straughan                                                  |
| Bird                                  | Andrea Arnold                    | Andrea Arnold, Tessa Ross, Juliette Howell și Lee Groombridge                             | |
| Blitz                                 | Steve McQueen                    | Steve McQueen, Tim Bevan, Eric Fellner și Anita Overland                                  | |
| Gladiator II                          | Ridley Scott                     | Ridley Scott, Douglas Wick, Lucy Fisher, Michael Pruss, David Scarpa și Peter Craig       | |
| Hard Truths                           | Mike Leigh                       | Georgina Lowe                                                                             | |
| Kneecap                               | Rich Peppiatt                    | Trevor Birney, Jack Tarling, Naoise Ó Cairealláin, Liam Óg Ó Hannaidh și JJ Ó Dochartaigh | |
| Lee                                   | Ellen Kuras                      | Kate Solomon, Kate Winslet, Liz Hannah, Marion Hume, John Collee și Lem Dobbs             | |
| Love Lies Bleeding                    | Rose Glass                       | Andrea Cornwell, Oliver Kassman și Weronika Tofilska                                      | |
| The Outrun                            | Nora Fingscheidt                 | Sarah Brocklehurst, Dominic Norris, Jack Lowden, Saoirse Ronan și Amy Liptrot             | |
| Wallace & Gromit: Vengeance Most Fowl | Nick Park & Merlin Crossingham   | Richard Beek și Mark Burton                                                               | |